# 2023-as férfi kézilabda-világbajnokság
A 2023-as férfi kézilabda-világbajnokságot közösen rendezte Lengyelország és Svédország január 11. és 29. között. A világbajnokságon 32 csapat vett részt.
A világbajnokságot Dánia nyerte meg, a döntőben Franciaországot győzték le. A bronzérmet Spanyolország szerezte meg.

## Pályázatok
A rendezésre eredetileg nyolc ország érdeklődött: Franciaország, Magyarország, Norvégia, Lengyelország, Szlovákia, Dél-Korea, Svédország és Svájc. A 2015. április 15-i határidőig azonban csak három ország adta be a pályázatát: Magyarország, Lengyelország és Svédország. 2015. április 21-én Lengyelország és Svédország közös rendezésben állapodott meg. 2015. november 6-án az IHF Lengyelország és Svédország közös pályázatát választotta rendezőnek.

## Helyszínek
A mérkőzéseket kilenc városban rendezték, ebből négy város Lengyelországban, öt Svédországban található. A nyitómérkőzésnek Katowice, a döntőnek Stockholm adott otthont.
| Krakkó                       | Gdańsk                       | Stockholm                                       | Malmö                                           | Göteborg                                        |
| ---------------------------- | ---------------------------- | ----------------------------------------------- | ----------------------------------------------- | ----------------------------------------------- |
| Tauron Arena                 | Ergo Arena                   | Tele2 Arena                                     | Malmö Arena                                     | Scandinavium                                    |
| Férőhely: 15 030             | Férőhely: 11 409             | Férőhely: 19 000                                | Férőhely: 13 000                                | Férőhely: 12 000                                |
|                              |                              |                                                 |                                                 |                                                 |
| Krakkó Gdańsk Katowice Płock | Krakkó Gdańsk Katowice Płock | Göteborg Stockholm Malmö Jönköping Kristianstad | Göteborg Stockholm Malmö Jönköping Kristianstad | Göteborg Stockholm Malmö Jönköping Kristianstad |
| Katowice                     | Płock                        | Jönköping                                       | Kristianstad                                    |                                                 |
| Spodek                       | Orlen Arena                  | Husqvarna Garden                                | Kristianstad Arena                              |                                                 |
| Férőhely: 11 036             | Férőhely: 5492               | Férőhely: 7000                                  | Férőhely: 4700                                  |                                                 |
|                              |                              |                                                 |                                                 |                                                 |

## Selejtezők
| Esemény                                  | Dátum                                | Kvóta | Nemzet |
| ---------------------------------------- | ------------------------------------ | ----- | --- |
| Rendező                                  | 2015. november 6.                    | 2     | Lengyelország · Svédország                                                                                         |
| 2021-es világbajnokság győztese          | 2021. január 31.                     | 1     | Dánia |
| 2022-es Európa-bajnokság                 | 2022. január 13–30.                  | 3     | Franciaország · Norvégia · Spanyolország                                                                           |
| 2022-es Ázsia-bajnokság                  | 2022. január 18–31.                  | 5     | Bahrein · Irán · Katar · Szaúd-Arábia · Dél-Korea                                                                  |
| 2022-es Dél- és Közép-Amerikai bajnokság | 2022. január 25–29.                  | 4     | Argentína · Brazília · Chile · Uruguay                                                                             |
| 2023-as európai selejtező                | 2021. november 7 – 2022. április 16. | 9     | Belgium · Magyarország · Horvátország · Izland · Szerbia · Németország · Portugália · Montenegró · Észak-Macedónia |
| 2022-es Nor.Ca-bajnokság                 | 2022. június 26–30.                  | 1     | Egyesült Államok                                                                                                   |
| Szabadkártya                             | 2022. június 28.                     | 1+1   | Hollandia · Szlovénia                                                                                              |
| 2022-es Afrika-bajnokság                 | 2022. július 11–18.                  | 5     | Marokkó · Tunézia · Zöld-foki Köztársaság · Egyiptom · Algéria                                                     |

## Résztvevők
A világbajnokságon az alábbi 32 csapat vett részt:
| Nemzet                | Részvételi jog                                                | Kvalifikáció dátum | Előző szereplések |
| --------------------- | ------------------------------------------------------------- | ------------------ | ----------------- |
| Lengyelország         | Rendező                                                       | 2015. november 6.  | 16                |
| Svédország            | Rendező                                                       | 2015. november 6.  | 25                |
| Dánia                 | 2021-es világbajnokság győztese                               | 2021. január 31.   | 24                |
| Bahrein               | 2022-es Ázsia-bajnokság, első öt helyezett                    | 2022. január 24.   | 4                 |
| Irán                  | 2022-es Ázsia-bajnokság, első öt helyezett                    | 2022. január 24.   | 1                 |
| Katar                 | 2022-es Ázsia-bajnokság, első öt helyezett                    | 2022. január 24.   | 8                 |
| Spanyolország         | 2022-es Európa-bajnokság, első három helyezett                | 2022. január 25.   | 21                |
| Szaúd-Arábia          | 2022-es Ázsia-bajnokság, első öt helyezett                    | 2022. január 26.   | 9                 |
| Argentína             | 2022-es Dél- és Közép-Amerikai bajnokság, első négy helyezett | 2022. január 26.   | 13                |
| Uruguay               | 2022-es Dél- és Közép-Amerikai bajnokság, első négy helyezett | 2022. január 26.   | 1                 |
| Franciaország         | 2022-es Európa-bajnokság, első három helyezett                | 2022. január 26.   | 23                |
| Brazília              | 2022-es Dél- és Közép-Amerikai bajnokság, első négy helyezett | 2022. január 26.   | 15                |
| Chile                 | 2022-es Dél- és Közép-Amerikai bajnokság, első négy helyezett | 2022. január 26.   | 6                 |
| Norvégia              | 2022-es Európa-bajnokság, első három helyezett                | 2022. január 28.   | 16                |
| Dél-Korea             | 2022-es Ázsia-bajnokság, első öt helyezett                    | 2022. január 30.   | 13                |
| Belgium               | Európai selejtezők                                            | 2022. március 19.  | 0 (újonc)         |
| Magyarország          | Európai selejtezők                                            | 2022. április 16.  | 21                |
| Horvátország          | Európai selejtezők                                            | 2022. április 16.  | 14                |
| Izland                | Európai selejtezők                                            | 2022. április 16.  | 21                |
| Szerbia               | Európai selejtezők                                            | 2022. április 16.  | 4                 |
| Németország           | Európai selejtezők                                            | 2022. április 16.  | 26                |
| Portugália            | Európai selejtezők                                            | 2022. április 17.  | 4                 |
| Montenegró            | Európai selejtezők                                            | 2022. április 17.  | 1                 |
| Észak-Macedónia       | Európai selejtezők                                            | 2022. április 17.  | 7                 |
| Hollandia             | Szabadkártya                                                  | 2022. június 28.   | 1                 |
| Szlovénia             | Szabadkártya                                                  | 2022. június 28.   | 9                 |
| Egyesült Államok      | 2022-es Nor.Ca. bajnokság győztese                            | 2022. június 30.   | 6                 |
| Marokkó               | 2022-es Afrika-bajnokság, első 5 helyezett                    | 2022. július 15.   | 7                 |
| Tunézia               | 2022-es Afrika-bajnokság, első 5 helyezett                    | 2022. július 15.   | 15                |
| Zöld-foki Köztársaság | 2022-es Afrika-bajnokság, első 5 helyezett                    | 2022. július 15.   | 1                 |
| Egyiptom              | 2022-es Afrika-bajnokság, első 5 helyezett                    | 2022. július 15.   | 16                |
| Algéria               | 2022-es Afrika-bajnokság, első 5 helyezett                    | 2022. július 18.   | 15                |

## Csoportkör

### A csoport
| Hely. | Csapat        | M | Gy | D | V | G+ | G– | Gk  | P | Továbbjutás |
| ----- | ------------- | - | -- | - | - | -- | -- | --- | - | ----------- |
| 1.    | Spanyolország | 3 | 3  | 0 | 0 | 99 | 73 | +26 | 6 | Középdöntő  |
| 2.    | Montenegró    | 3 | 2  | 0 | 1 | 94 | 94 | 0   | 4 | Középdöntő  |
| 3.    | Irán          | 3 | 1  | 0 | 2 | 78 | 93 | −15 | 2 | Középdöntő  |
| 4.    | Chile         | 3 | 0  | 0 | 3 | 83 | 94 | −11 | 0 | Elnöki kupa |

| 2023. január 12. 18:00 | Chile        | 24–25       | Irán     | Tauron Arena, Krakkó Nézőszám: 1007 Játékvezetők: Konjičanin, Konjičanin (BIH) |
| 2023. január 12. 18:00 | Feuchtmann 6 | (11–13)     | Oraei 7  | Tauron Arena, Krakkó Nézőszám: 1007 Játékvezetők: Konjičanin, Konjičanin (BIH) |
| 2023. január 12. 18:00 | 2×           | Jegyzőkönyv | 8× 2× 1× | Tauron Arena, Krakkó Nézőszám: 1007 Játékvezetők: Konjičanin, Konjičanin (BIH) |

| 2023. január 12. 20:30 | Spanyolország | 30–25       | Montenegró | Tauron Arena, Krakkó Nézőszám: 1808 Játékvezetők: Brunner, Salah (SUI) |
| 2023. január 12. 20:30 | Odriozola 6   | (15–12)     | Vujović 7  | Tauron Arena, Krakkó Nézőszám: 1808 Játékvezetők: Brunner, Salah (SUI) |
| 2023. január 12. 20:30 | 3×            | Jegyzőkönyv | 6×         | Tauron Arena, Krakkó Nézőszám: 1808 Játékvezetők: Brunner, Salah (SUI) |

| 2023. január 14. 18:00 | Montenegró    | 34–31       | Irán             | Tauron Arena, Krakkó Nézőszám: 2600 Játékvezetők: Fonseca, Santos (POR) |
| 2023. január 14. 18:00 | M. Vujović 10 | (19–16)     | Oraei, Sadeghi 7 | Tauron Arena, Krakkó Nézőszám: 2600 Játékvezetők: Fonseca, Santos (POR) |
| 2023. január 14. 18:00 | 2×            | Jegyzőkönyv | 4× 1×            | Tauron Arena, Krakkó Nézőszám: 2600 Játékvezetők: Fonseca, Santos (POR) |

| 2023. január 14. 20:30 | Spanyolország   | 34–26       | Chile            | Tauron Arena, Krakkó Nézőszám: 3150 Játékvezetők: Emam, Hedaia (EGY) |
| 2023. január 14. 20:30 | A. Dujsebajev 6 | (18–15)     | Er. Feuchtmann 8 | Tauron Arena, Krakkó Nézőszám: 3150 Játékvezetők: Emam, Hedaia (EGY) |
| 2023. január 14. 20:30 | 3×              | Jegyzőkönyv | 4× 3×            | Tauron Arena, Krakkó Nézőszám: 3150 Játékvezetők: Emam, Hedaia (EGY) |

| 2023. január 16. 18:00 | Montenegró | 35–33       | Chile        | Tauron Arena, Krakkó Nézőszám: 1100 Játékvezetők: Özdeniz, Erdoğan (TUR) |
| 2023. január 16. 18:00 | Vujović 12 | (20–18)     | Feuchtmann 9 | Tauron Arena, Krakkó Nézőszám: 1100 Játékvezetők: Özdeniz, Erdoğan (TUR) |
| 2023. január 16. 18:00 | 6× 2× 1×   | Jegyzőkönyv | 1× 1×        | Tauron Arena, Krakkó Nézőszám: 1100 Játékvezetők: Özdeniz, Erdoğan (TUR) |

| 2023. január 16. 20:30 | Irán            | 22–35       | Spanyolország         | Tauron Arena, Krakkó Nézőszám: 1403 Játékvezetők: Koo, Lee (KOR) |
| 2023. január 16. 20:30 | három játékos 4 | (11–21)     | A. Dujsebajev, Solé 6 | Tauron Arena, Krakkó Nézőszám: 1403 Játékvezetők: Koo, Lee (KOR) |
| 2023. január 16. 20:30 | 4× 1×           | Jegyzőkönyv | 2×                    | Tauron Arena, Krakkó Nézőszám: 1403 Játékvezetők: Koo, Lee (KOR) |

### B csoport
| Hely. | Csapat            | M | Gy | D | V | G+  | G–  | Gk  | P | Továbbjutás |
| ----- | ----------------- | - | -- | - | - | --- | --- | --- | - | ----------- |
| 1.    | Franciaország     | 3 | 3  | 0 | 0 | 102 | 78  | +24 | 6 | Középdöntő  |
| 2.    | Szlovénia         | 3 | 2  | 0 | 1 | 96  | 77  | +19 | 4 | Középdöntő  |
| 3.    | Lengyelország (R) | 3 | 1  | 0 | 2 | 74  | 82  | −8  | 2 | Középdöntő  |
| 4.    | Szaúd-Arábia      | 3 | 0  | 0 | 3 | 66  | 101 | −35 | 0 | Elnöki kupa |

| 2023. január 11. 21:00 | Franciaország | 26–24       | Lengyelország | Spodek, Katowice Nézőszám: 9999 Játékvezetők: Kurtagic, Wetterwik (SWE) |
| 2023. január 11. 21:00 | Mahé 5        | (14–13)     | Sićko 7       | Spodek, Katowice Nézőszám: 9999 Játékvezetők: Kurtagic, Wetterwik (SWE) |
| 2023. január 11. 21:00 | 4× 1×         | Jegyzőkönyv | 2× 1×         | Spodek, Katowice Nézőszám: 9999 Játékvezetők: Kurtagic, Wetterwik (SWE) |

| 2023. január 12. 20:30 | Szaúd-Arábia  | 19–33       | Szlovénia | Spodek, Katowice Nézőszám: 1371 Játékvezetők: Erdoğan, Özdeniz (TUR) |
| 2023. január 12. 20:30 | Al-Muwallad 4 | (8–16)      | Janc 6    | Spodek, Katowice Nézőszám: 1371 Játékvezetők: Erdoğan, Özdeniz (TUR) |
| 2023. január 12. 20:30 | 4× 1×         | Jegyzőkönyv | 4×        | Spodek, Katowice Nézőszám: 1371 Játékvezetők: Erdoğan, Özdeniz (TUR) |

| 2023. január 14. 18:00 | Franciaország | 41–23       | Szaúd-Arábia         | Spodek, Katowice Nézőszám: 6200 Játékvezetők: Koo, Lee (KOR) |
| 2023. január 14. 18:00 | Lenne 8       | (24–14)     | Al-Abbas, Al-Salem 5 | Spodek, Katowice Nézőszám: 6200 Játékvezetők: Koo, Lee (KOR) |
| 2023. január 14. 18:00 | 1×            | Jegyzőkönyv | 3× 1×                | Spodek, Katowice Nézőszám: 6200 Játékvezetők: Koo, Lee (KOR) |

| 2023. január 14. 20:30 | Lengyelország | 23–32       | Szlovénia | Spodek, Katowice Nézőszám: 9999 Játékvezetők: Horáček, Novotný (CZE) |
| 2023. január 14. 20:30 | Moryto 6      | (11–17)     | Dolenec 7 | Spodek, Katowice Nézőszám: 9999 Játékvezetők: Horáček, Novotný (CZE) |
| 2023. január 14. 20:30 | 5×            | Jegyzőkönyv | 6×        | Spodek, Katowice Nézőszám: 9999 Játékvezetők: Horáček, Novotný (CZE) |

| 2023. január 16. 18:00 | Szlovénia | 31–35       | Franciaország  | Spodek, Katowice Nézőszám: 6400 Játékvezetők: Brunner, Salah (SUI) |
| 2023. január 16. 18:00 | Vlah 9    | (14–16)     | Mahé, Remili 7 | Spodek, Katowice Nézőszám: 6400 Játékvezetők: Brunner, Salah (SUI) |
| 2023. január 16. 18:00 | 3× 1×     | Jegyzőkönyv | 6×             | Spodek, Katowice Nézőszám: 6400 Játékvezetők: Brunner, Salah (SUI) |

| 2023. január 16. 20:30 | Lengyelország | 27–24       | Szaúd-Arábia | Spodek, Katowice Nézőszám: 9999 Játékvezetők: Santos, Fonseca (POR) |
| 2023. január 16. 20:30 | Moryto 9      | (13–12)     | Al-Abbas 5   | Spodek, Katowice Nézőszám: 9999 Játékvezetők: Santos, Fonseca (POR) |
| 2023. január 16. 20:30 | 7×            | Jegyzőkönyv | 1× 1×        | Spodek, Katowice Nézőszám: 9999 Játékvezetők: Santos, Fonseca (POR) |

### C csoport
| Hely. | Csapat                | M | Gy | D | V | G+  | G–  | Gk  | P | Továbbjutás |
| ----- | --------------------- | - | -- | - | - | --- | --- | --- | - | ----------- |
| 1.    | Svédország            | 3 | 3  | 0 | 0 | 107 | 57  | +50 | 6 | Középdöntő  |
| 2.    | Brazília              | 3 | 2  | 0 | 1 | 83  | 78  | +5  | 4 | Középdöntő  |
| 3.    | Zöld-foki Köztársaság | 3 | 1  | 0 | 2 | 88  | 89  | −1  | 2 | Középdöntő  |
| 4.    | Uruguay               | 3 | 0  | 0 | 3 | 61  | 115 | −54 | 0 | Elnöki kupa |

| 2023. január 12. 18:00 | Zöld-foki Köztársaság | 33–25       | Uruguay           | Scandinavium, Göteborg Nézőszám: 6312 Játékvezetők: Kuttler, Merz (GER) |
| 2023. január 12. 18:00 | Furtado 6             | (17–11)     | Rostagno, Rubbo 5 | Scandinavium, Göteborg Nézőszám: 6312 Játékvezetők: Kuttler, Merz (GER) |
| 2023. január 12. 18:00 | 2×                    | Jegyzőkönyv | 1×                | Scandinavium, Göteborg Nézőszám: 6312 Játékvezetők: Kuttler, Merz (GER) |

| 2023. január 12. 20:30 | Svédország     | 26–18       | Brazília    | Scandinavium, Göteborg Nézőszám: 11 627 Játékvezetők: Lah, Sok (SLO) |
| 2023. január 12. 20:30 | Gottfridsson 6 | (11–9)      | Rodrigues 4 | Scandinavium, Göteborg Nézőszám: 11 627 Játékvezetők: Lah, Sok (SLO) |
| 2023. január 12. 20:30 | 3×             | Jegyzőkönyv | 3× 1×       | Scandinavium, Göteborg Nézőszám: 11 627 Játékvezetők: Lah, Sok (SLO) |

| 2023. január 14. 18:00 | Brazília    | 35–24       | Uruguay   | Scandinavium, Göteborg Játékvezetők: Sekulić, Jovandić (SRB) |
| 2023. január 14. 18:00 | Hackbarth 7 | (19–10)     | Capello 5 | Scandinavium, Göteborg Játékvezetők: Sekulić, Jovandić (SRB) |
| 2023. január 14. 18:00 | 4× 1×       | Jegyzőkönyv | 1× 1×     | Scandinavium, Göteborg Játékvezetők: Sekulić, Jovandić (SRB) |

| 2023. január 14. 20:30 | Svédország             | 34–27       | Zöld-foki Köztársaság | Scandinavium, Göteborg Nézőszám: 11 750 Játékvezetők: K. Gasmi, R. Gasmi (FRA) |
| 2023. január 14. 20:30 | D. Pettersson, Wanne 5 | (19–8)      | F. Landim, Moreno 6   | Scandinavium, Göteborg Nézőszám: 11 750 Játékvezetők: K. Gasmi, R. Gasmi (FRA) |
| 2023. január 14. 20:30 | 1×                     | Jegyzőkönyv | 5×                    | Scandinavium, Göteborg Nézőszám: 11 750 Játékvezetők: K. Gasmi, R. Gasmi (FRA) |

| 2023. január 16. 18:00 | Brazília | 30–28       | Zöld-foki Köztársaság | Scandinavium, Göteborg Nézőszám: 5191 Játékvezetők: Kleven, Jørum (NOR) |
| 2023. január 16. 18:00 | Dupoux 7 | (17–15)     | Moreno 7              | Scandinavium, Göteborg Nézőszám: 5191 Játékvezetők: Kleven, Jørum (NOR) |
| 2023. január 16. 18:00 | 2×       | Jegyzőkönyv | 4×                    | Scandinavium, Göteborg Nézőszám: 5191 Játékvezetők: Kleven, Jørum (NOR) |

| 2023. január 16. 20:30 | Uruguay     | 12–47       | Svédország  | Scandinavium, Göteborg Nézőszám: 9051 Játékvezetők: Belkhiri, Hamidi (ALG) |
| 2023. január 16. 20:30 | De Agrela 5 | (8–25)      | Johanson 11 | Scandinavium, Göteborg Nézőszám: 9051 Játékvezetők: Belkhiri, Hamidi (ALG) |
| 2023. január 16. 20:30 | 3×          | Jegyzőkönyv | 3×          | Scandinavium, Göteborg Nézőszám: 9051 Játékvezetők: Belkhiri, Hamidi (ALG) |

### D csoport
| Hely. | Csapat       | M | Gy | D | V | G+ | G–  | Gk  | P | Továbbjutás |
| ----- | ------------ | - | -- | - | - | -- | --- | --- | - | ----------- |
| 1.    | Portugália   | 3 | 2  | 0 | 1 | 85 | 74  | +11 | 4 | Középdöntő  |
| 2.    | Izland       | 3 | 2  | 0 | 1 | 96 | 81  | +15 | 4 | Középdöntő  |
| 3.    | Magyarország | 3 | 2  | 0 | 1 | 85 | 82  | +3  | 4 | Középdöntő  |
| 4.    | Dél-Korea    | 3 | 0  | 0 | 3 | 76 | 105 | −29 | 0 | Elnöki kupa |

| 2023. január 12. 18:00 | Magyarország | 35–27       | Dél-Korea       | Kristianstad Arena, Kristianstad Nézőszám: 2738 Játékvezetők: Belkhiri, Hamidi (ALG) |
| 2023. január 12. 18:00 | Lékai 7      | (21–11)     | három játékos 5 | Kristianstad Arena, Kristianstad Nézőszám: 2738 Játékvezetők: Belkhiri, Hamidi (ALG) |
| 2023. január 12. 18:00 | 8× 1×        | Jegyzőkönyv | 3× 2×           | Kristianstad Arena, Kristianstad Nézőszám: 2738 Játékvezetők: Belkhiri, Hamidi (ALG) |

| 2023. január 12. 20:30 | Izland    | 30–26       | Portugália | Kristianstad Arena, Kristianstad Nézőszám: 2738 Játékvezetők: Schulze, Tönnies (GER) |
| 2023. január 12. 20:30 | Elísson 9 | (15–15)     | Portela 8  | Kristianstad Arena, Kristianstad Nézőszám: 2738 Játékvezetők: Schulze, Tönnies (GER) |
| 2023. január 12. 20:30 | 3×        | Jegyzőkönyv | 5× 1×      | Kristianstad Arena, Kristianstad Nézőszám: 2738 Játékvezetők: Schulze, Tönnies (GER) |

| 2023. január 14. 18:00 | Portugália | 32–24       | Dél-Korea | Kristianstad Arena, Kristianstad Nézőszám: 4615 Játékvezetők: Pavićević, Ražnatović (MNE) |
| 2023. január 14. 18:00 | Gomes 7    | (15–12)     | Lee H. 4  | Kristianstad Arena, Kristianstad Nézőszám: 4615 Játékvezetők: Pavićević, Ražnatović (MNE) |
| 2023. január 14. 18:00 | 5×         | Jegyzőkönyv | 3×        | Kristianstad Arena, Kristianstad Nézőszám: 4615 Játékvezetők: Pavićević, Ražnatović (MNE) |

| 2023. január 14. 20:30 | Izland    | 28–30       | Magyarország | Kristianstad Arena, Kristianstad Nézőszám: 4615 Játékvezetők: C. Bonaventura, J. Bonaventura (FRA) |
| 2023. január 14. 20:30 | Elísson 9 | (17–12)     | Ancsin 6     | Kristianstad Arena, Kristianstad Nézőszám: 4615 Játékvezetők: C. Bonaventura, J. Bonaventura (FRA) |
| 2023. január 14. 20:30 | 3×        | Jegyzőkönyv | 5× 1×        | Kristianstad Arena, Kristianstad Nézőszám: 4615 Játékvezetők: C. Bonaventura, J. Bonaventura (FRA) |

| 2023. január 16. 18:00 | Dél-Korea      | 25–38       | Izland         | Kristianstad Arena, Kristianstad Nézőszám: 3608 Játékvezetők: Merz, Kuttler (GER) |
| 2023. január 16. 18:00 | Kang, Kim Y. 4 | (13–19)     | Ríkharðsson 11 | Kristianstad Arena, Kristianstad Nézőszám: 3608 Játékvezetők: Merz, Kuttler (GER) |
| 2023. január 16. 18:00 | 4×             | Jegyzőkönyv | 4× 1×          | Kristianstad Arena, Kristianstad Nézőszám: 3608 Játékvezetők: Merz, Kuttler (GER) |

| 2023. január 16. 20:30 | Portugália | 27–20       | Magyarország | Kristianstad Arena, Kristianstad Nézőszám: 3608 Játékvezetők: Nachevski, Nikolov (MKD) |
| 2023. január 16. 20:30 | Costa 6    | (16–9)      | Bodó 5       | Kristianstad Arena, Kristianstad Nézőszám: 3608 Játékvezetők: Nachevski, Nikolov (MKD) |
| 2023. január 16. 20:30 | 2× 1×      | Jegyzőkönyv | 3× 1×        | Kristianstad Arena, Kristianstad Nézőszám: 3608 Játékvezetők: Nachevski, Nikolov (MKD) |

### E csoport
| Hely. | Csapat      | M | Gy | D | V | G+  | G–  | Gk  | P | Továbbjutás |
| ----- | ----------- | - | -- | - | - | --- | --- | --- | - | ----------- |
| 1.    | Németország | 3 | 3  | 0 | 0 | 102 | 81  | +21 | 6 | Középdöntő  |
| 2.    | Szerbia     | 3 | 2  | 0 | 1 | 103 | 85  | +18 | 4 | Középdöntő  |
| 3.    | Katar       | 3 | 1  | 0 | 2 | 80  | 89  | −9  | 2 | Középdöntő  |
| 4.    | Algéria     | 3 | 0  | 0 | 3 | 72  | 102 | −30 | 0 | Elnöki kupa |

| 2023. január 13. 18:00 | Németország | 31–27       | Katar    | Spodek, Katowice Nézőszám: 3500 Játékvezetők: Milošević, Gubica (CRO) |
| 2023. január 13. 18:00 | Knorr 8     | (18–13)     | Capote 5 | Spodek, Katowice Nézőszám: 3500 Játékvezetők: Milošević, Gubica (CRO) |
| 2023. január 13. 18:00 | 1× 1×       | Jegyzőkönyv | 4× 1×    | Spodek, Katowice Nézőszám: 3500 Játékvezetők: Milošević, Gubica (CRO) |

| 2023. január 13. 20:30 | Szerbia    | 36–27       | Algéria | Spodek, Katowice Nézőszám: 3500 Játékvezetők: Gatelis, Mažeika (LTU) |
| 2023. január 13. 20:30 | Marsenić 9 | (16–13)     | Arib 5  | Spodek, Katowice Nézőszám: 3500 Játékvezetők: Gatelis, Mažeika (LTU) |
| 2023. január 13. 20:30 | 4×         | Jegyzőkönyv | 4× 1×   | Spodek, Katowice Nézőszám: 3500 Játékvezetők: Gatelis, Mažeika (LTU) |

| 2023. január 15. 18:00 | Németország | 34–33       | Szerbia | Spodek, Katowice Nézőszám: 4600 Játékvezetők: Hansen, Madsen (DEN) |
| 2023. január 15. 18:00 | Mertens 7   | (19–17)     | Kukić 7 | Spodek, Katowice Nézőszám: 4600 Játékvezetők: Hansen, Madsen (DEN) |
| 2023. január 15. 18:00 | 5× 1×       | Jegyzőkönyv | 2× 1×   | Spodek, Katowice Nézőszám: 4600 Játékvezetők: Hansen, Madsen (DEN) |

| 2023. január 15. 20:30 | Katar             | 29–24       | Algéria       | Spodek, Katowice Nézőszám: 3200 Játékvezetők: Emam, Hedaia (EGY) |
| 2023. január 15. 20:30 | Gačević, Madadi 7 | (12–11)     | Abdi, Daoud 5 | Spodek, Katowice Nézőszám: 3200 Játékvezetők: Emam, Hedaia (EGY) |
| 2023. január 15. 20:30 | 4× 2×             | Jegyzőkönyv | 3×            | Spodek, Katowice Nézőszám: 3200 Játékvezetők: Emam, Hedaia (EGY) |

| 2023. január 17. 18:00 | Algéria | 21–37       | Németország   | Spodek, Katowice Nézőszám: 2350 Játékvezetők: Bíró, Kiss (HUN) |
| 2023. január 17. 18:00 | Abdi 5  | (9–16)      | Kohlbacher 10 | Spodek, Katowice Nézőszám: 2350 Játékvezetők: Bíró, Kiss (HUN) |
| 2023. január 17. 18:00 | 2× 1×   | Jegyzőkönyv | 1×            | Spodek, Katowice Nézőszám: 2350 Játékvezetők: Bíró, Kiss (HUN) |

| 2023. január 17. 20:30 | Katar           | 24–34       | Szerbia       | Spodek, Katowice Nézőszám: 1800 Játékvezetők: Horáček, Novotný (CZE) |
| 2023. január 17. 20:30 | három játékos 5 | (14–17)     | Radivojević 7 | Spodek, Katowice Nézőszám: 1800 Játékvezetők: Horáček, Novotný (CZE) |
| 2023. január 17. 20:30 | 3×              | Jegyzőkönyv | 4× 2×         | Spodek, Katowice Nézőszám: 1800 Játékvezetők: Horáček, Novotný (CZE) |

### F csoport
| Hely. | Csapat          | M | Gy | D | V | G+ | G–  | Gk  | P | Továbbjutás |
| ----- | --------------- | - | -- | - | - | -- | --- | --- | - | ----------- |
| 1.    | Norvégia        | 3 | 3  | 0 | 0 | 98 | 74  | +24 | 6 | Középdöntő  |
| 2.    | Hollandia       | 3 | 2  | 0 | 1 | 89 | 70  | +19 | 4 | Középdöntő  |
| 3.    | Argentína       | 3 | 1  | 0 | 2 | 75 | 87  | −12 | 2 | Középdöntő  |
| 4.    | Észak-Macedónia | 3 | 0  | 0 | 3 | 77 | 108 | −31 | 0 | Elnöki kupa |

| 2023. január 13. 18:00 | Argentína         | 19–29       | Hollandia | Tauron Arena, Krakkó Nézőszám: 2418 Játékvezetők: Madsen, Hansen (DEN) |
| 2023. január 13. 18:00 | Parker, Simonet 5 | (11–14)     | Smits 7   | Tauron Arena, Krakkó Nézőszám: 2418 Játékvezetők: Madsen, Hansen (DEN) |
| 2023. január 13. 18:00 | 3× 1×             | Jegyzőkönyv | 3× 1×     | Tauron Arena, Krakkó Nézőszám: 2418 Játékvezetők: Madsen, Hansen (DEN) |

| 2023. január 13. 20:30 | Norvégia       | 39–27       | Észak-Macedónia | Tauron Arena, Krakkó Nézőszám: 4048 Játékvezetők: Bíró, Kiss (HUN) |
| 2023. január 13. 20:30 | Rød, Sagosen 6 | (18–11)     | Taleski 7       | Tauron Arena, Krakkó Nézőszám: 4048 Játékvezetők: Bíró, Kiss (HUN) |
| 2023. január 13. 20:30 | 2× 1×          | Jegyzőkönyv | 3× 1×           | Tauron Arena, Krakkó Nézőszám: 4048 Játékvezetők: Bíró, Kiss (HUN) |

| 2023. január 15. 18:00 | Észak-Macedónia         | 24–34       | Hollandia | Tauron Arena, Krakkó Nézőszám: 3300 Játékvezetők: Kurtagic, Wetterwik (SWE) |
| 2023. január 15. 18:00 | Kuzmanovski, Peševski 4 | (11–18)     | Smits 10  | Tauron Arena, Krakkó Nézőszám: 3300 Játékvezetők: Kurtagic, Wetterwik (SWE) |
| 2023. január 15. 18:00 | 2× 2×                   | Jegyzőkönyv | 5× 1×     | Tauron Arena, Krakkó Nézőszám: 3300 Játékvezetők: Kurtagic, Wetterwik (SWE) |

| 2023. január 15. 20:30 | Norvégia        | 32–21       | Argentína | Tauron Arena, Krakkó Nézőszám: 3750 Játékvezetők: A. Konjičanin, D. Konjičanin (BIH) |
| 2023. január 15. 20:30 | három játékos 5 | (16–12)     | Simonet 7 | Tauron Arena, Krakkó Nézőszám: 3750 Játékvezetők: A. Konjičanin, D. Konjičanin (BIH) |
| 2023. január 15. 20:30 | 2×              | Jegyzőkönyv | 5×        | Tauron Arena, Krakkó Nézőszám: 3750 Játékvezetők: A. Konjičanin, D. Konjičanin (BIH) |

| 2023. január 17. 18:00 | Észak-Macedónia | 26–35       | Argentína | Tauron Arena, Krakkó Nézőszám: 2214 Játékvezetők: Gatelis, Mažeika (LTU) |
| 2023. január 17. 18:00 | Taleski 5       | (11–18)     | Simonet 8 | Tauron Arena, Krakkó Nézőszám: 2214 Játékvezetők: Gatelis, Mažeika (LTU) |
| 2023. január 17. 18:00 | 1× 1×           | Jegyzőkönyv | 2× 1×     | Tauron Arena, Krakkó Nézőszám: 2214 Játékvezetők: Gatelis, Mažeika (LTU) |

| 2023. január 17. 20:30 | Hollandia | 26–27       | Norvégia  | Tauron Arena, Krakkó Nézőszám: 2750 Játékvezetők: Gubica, Milošević (CRO) |
| 2023. január 17. 20:30 | Smits 7   | (17–13)     | Sagosen 7 | Tauron Arena, Krakkó Nézőszám: 2750 Játékvezetők: Gubica, Milošević (CRO) |
| 2023. január 17. 20:30 | 3× 1×     | Jegyzőkönyv |           | Tauron Arena, Krakkó Nézőszám: 2750 Játékvezetők: Gubica, Milošević (CRO) |

### G csoport
| Hely. | Csapat           | M | Gy | D | V | G+ | G–  | Gk  | P | Továbbjutás |
| ----- | ---------------- | - | -- | - | - | -- | --- | --- | - | ----------- |
| 1.    | Egyiptom         | 3 | 3  | 0 | 0 | 96 | 57  | +39 | 6 | Középdöntő  |
| 2.    | Horvátország     | 3 | 2  | 0 | 1 | 98 | 77  | +21 | 4 | Középdöntő  |
| 3.    | Egyesült Államok | 3 | 1  | 0 | 2 | 66 | 102 | −36 | 2 | Középdöntő  |
| 4.    | Marokkó          | 3 | 0  | 0 | 3 | 70 | 94  | −24 | 0 | Elnöki kupa |

| 2023. január 13. 18:00 | Marokkó     | 27–28       | Egyesült Államok | Husqvarna Garden, Jönköping Nézőszám: 4817 Játékvezetők: Kleven, Jørum (NOR) |
| 2023. január 13. 18:00 | Harchaoui 5 | (12–12)     | Fofana 6         | Husqvarna Garden, Jönköping Nézőszám: 4817 Játékvezetők: Kleven, Jørum (NOR) |
| 2023. január 13. 18:00 | 5× 1×       | Jegyzőkönyv | 5× 1×            | Husqvarna Garden, Jönköping Nézőszám: 4817 Játékvezetők: Kleven, Jørum (NOR) |

| 2023. január 13. 20:30 | Egyiptom   | 31–22       | Horvátország | Husqvarna Garden, Jönköping Nézőszám: 5200 Játékvezetők: García, Marín (ESP) |
| 2023. január 13. 20:30 | Mahomoud 7 | (16–12)     | Šipić 5      | Husqvarna Garden, Jönköping Nézőszám: 5200 Játékvezetők: García, Marín (ESP) |
| 2023. január 13. 20:30 | 2×         | Jegyzőkönyv | 5× 2×        | Husqvarna Garden, Jönköping Nézőszám: 5200 Játékvezetők: García, Marín (ESP) |

| 2023. január 15. 18:00 | Egyiptom | 30–19       | Marokkó | Husqvarna Garden, Jönköping Nézőszám: 3304 Játékvezetők: Grillo, Lenci (ARG) |
| 2023. január 15. 18:00 | Kaddah 7 | (13–9)      | Lakbi 5 | Husqvarna Garden, Jönköping Nézőszám: 3304 Játékvezetők: Grillo, Lenci (ARG) |
| 2023. január 15. 18:00 | 1× 1×    | Jegyzőkönyv | 4× 1×   | Husqvarna Garden, Jönköping Nézőszám: 3304 Játékvezetők: Grillo, Lenci (ARG) |

| 2023. január 15. 20:30 | Horvátország | 40–22       | Egyesült Államok | Husqvarna Garden, Jönköping Nézőszám: 3423 Játékvezetők: Paolantoni, García (ARG) |
| 2023. január 15. 20:30 | Karačić 8    | (20–10)     | Hines 6          | Husqvarna Garden, Jönköping Nézőszám: 3423 Játékvezetők: Paolantoni, García (ARG) |
| 2023. január 15. 20:30 | 2× 1×        | Jegyzőkönyv | 3×               | Husqvarna Garden, Jönköping Nézőszám: 3423 Játékvezetők: Paolantoni, García (ARG) |

| 2023. január 17. 18:00 | Egyesült Államok | 16–35       | Egyiptom       | Husqvarna Garden, Jönköping Nézőszám: 2603 Játékvezetők: Sekulić, Jovandić (SRB) |
| 2023. január 17. 18:00 | Amitović, Chan 4 | (7–19)      | négy játékos 4 | Husqvarna Garden, Jönköping Nézőszám: 2603 Játékvezetők: Sekulić, Jovandić (SRB) |
| 2023. január 17. 18:00 | 2× 1×            | Jegyzőkönyv | 2×             | Husqvarna Garden, Jönköping Nézőszám: 2603 Játékvezetők: Sekulić, Jovandić (SRB) |

| 2023. január 17. 20:30 | Horvátország | 36–24       | Marokkó            | Husqvarna Garden, Jönköping Nézőszám: 2617 Játékvezetők: C. Bonaventura, J. Bonaventura (FRA) |
| 2023. január 17. 20:30 | Cindrić 9    | (15–13)     | Hakimy, Rezzouki 5 | Husqvarna Garden, Jönköping Nézőszám: 2617 Játékvezetők: C. Bonaventura, J. Bonaventura (FRA) |
| 2023. január 17. 20:30 | 4× 1×        | Jegyzőkönyv | 4×                 | Husqvarna Garden, Jönköping Nézőszám: 2617 Játékvezetők: C. Bonaventura, J. Bonaventura (FRA) |

### H csoport
| Hely. | Csapat  | M | Gy | D | V | G+  | G–  | Gk  | P | Továbbjutás |
| ----- | ------- | - | -- | - | - | --- | --- | --- | - | ----------- |
| 1.    | Dánia   | 3 | 3  | 0 | 0 | 113 | 70  | +43 | 6 | Középdöntő  |
| 2.    | Bahrein | 3 | 1  | 1 | 1 | 78  | 91  | −13 | 3 | Középdöntő  |
| 3.    | Belgium | 3 | 1  | 0 | 2 | 87  | 102 | −15 | 2 | Középdöntő  |
| 4.    | Tunézia | 3 | 0  | 1 | 2 | 77  | 92  | −15 | 1 | Elnöki kupa |

| 2023. január 13. 18:00 | Bahrein  | 27–27       | Tunézia | Malmö Arena, Malmö Nézőszám: 8870 Játékvezetők: Nachevski, Nikolov (MKD) |
| 2023. január 13. 18:00 | Jalal 10 | (16–15)     | Rzig 8  | Malmö Arena, Malmö Nézőszám: 8870 Játékvezetők: Nachevski, Nikolov (MKD) |
| 2023. január 13. 18:00 | 2× 1×    | Jegyzőkönyv | 3× 1×   | Malmö Arena, Malmö Nézőszám: 8870 Játékvezetők: Nachevski, Nikolov (MKD) |

| 2023. január 13. 20:30 | Dánia        | 43–28       | Belgium  | Malmö Arena, Malmö Nézőszám: 12426 Játékvezetők: Paolantoni, García (ARG) |
| 2023. január 13. 20:30 | M. Hansen 10 | (22–15)     | Brixhe 5 | Malmö Arena, Malmö Nézőszám: 12426 Játékvezetők: Paolantoni, García (ARG) |
| 2023. január 13. 20:30 | 2× 1×        | Jegyzőkönyv | 5×       | Malmö Arena, Malmö Nézőszám: 12426 Játékvezetők: Paolantoni, García (ARG) |

| 2023. január 15. 18:00 | Belgium  | 31–29       | Tunézia  | Malmö Arena, Malmö Nézőszám: 1023 Játékvezetők: García, Marín (ESP) |
| 2023. január 15. 18:00 | Qerimi 6 | (17–16)     | Maoua 4  | Malmö Arena, Malmö Nézőszám: 1023 Játékvezetők: García, Marín (ESP) |
| 2023. január 15. 18:00 | 6×       | Jegyzőkönyv | 2× 2× 1× | Malmö Arena, Malmö Nézőszám: 1023 Játékvezetők: García, Marín (ESP) |

| 2023. január 15. 20:30 | Dánia    | 36–21       | Bahrein    | Malmö Arena, Malmö Nézőszám: 10566 Játékvezetők: Schulze, Tönnies (GER) |
| 2023. január 15. 20:30 | Gidsel 9 | (16–9)      | A. Merza 5 | Malmö Arena, Malmö Nézőszám: 10566 Játékvezetők: Schulze, Tönnies (GER) |
| 2023. január 15. 20:30 |          | Jegyzőkönyv | 2×         | Malmö Arena, Malmö Nézőszám: 10566 Játékvezetők: Schulze, Tönnies (GER) |

| 2023. január 17. 18:00 | Belgium   | 28–30       | Bahrein | Malmö Arena, Malmö Nézőszám: 9350 Játékvezetők: Grillo, Lenci (ARG) |
| 2023. január 17. 18:00 | Kotters 8 | (12–15)     | Merza 6 | Malmö Arena, Malmö Nézőszám: 9350 Játékvezetők: Grillo, Lenci (ARG) |
| 2023. január 17. 18:00 | 3× 1×     | Jegyzőkönyv | 5×      | Malmö Arena, Malmö Nézőszám: 9350 Játékvezetők: Grillo, Lenci (ARG) |

| 2023. január 17. 20:30 | Tunézia   | 21–34       | Dánia    | Malmö Arena, Malmö Nézőszám: 10 143 Játékvezetők: Pavićević, Ražnatović (MNE) |
| 2023. január 17. 20:30 | Darmoul 6 | (14–19)     | Gidsel 8 | Malmö Arena, Malmö Nézőszám: 10 143 Játékvezetők: Pavićević, Ražnatović (MNE) |
| 2023. január 17. 20:30 | 3× 1×     | Jegyzőkönyv | 2×       | Malmö Arena, Malmö Nézőszám: 10 143 Játékvezetők: Pavićević, Ražnatović (MNE) |

## Elnök-kupa

### 1. csoport
| Hely. | Csapat       | M | Gy | D | V | G+ | G– | Gk  | P | Továbbjutás |
| ----- | ------------ | - | -- | - | - | -- | -- | --- | - | ----------- |
| 1.    | Chile        | 3 | 3  | 0 | 0 | 93 | 73 | +20 | 6 | 25. helyért |
| 2.    | Dél-Korea    | 3 | 2  | 0 | 1 | 97 | 86 | +11 | 4 | 27. helyért |
| 3.    | Szaúd-Arábia | 3 | 1  | 0 | 2 | 74 | 87 | −13 | 2 | 29. helyért |
| 4.    | Uruguay      | 3 | 0  | 0 | 3 | 81 | 99 | −18 | 0 | 31. helyért |

| 2023. január 18. 15:30 | Chile        | 26–23       | Szaúd-Arábia  | Orlen Arena, Płock Nézőszám: 600 Játékvezetők: Özdeniz, Erdoğan (TUR) |
| 2023. január 18. 15:30 | Feuchtmann 7 | (12–13)     | Al-Abdulali 7 | Orlen Arena, Płock Nézőszám: 600 Játékvezetők: Özdeniz, Erdoğan (TUR) |
| 2023. január 18. 15:30 | 3× 1×        | Jegyzőkönyv | 3× 2× 1×      | Orlen Arena, Płock Nézőszám: 600 Játékvezetők: Özdeniz, Erdoğan (TUR) |

| 2023. január 18. 18:00 | Uruguay | 30–37       | Dél-Korea | Orlen Arena, Płock Nézőszám: 800 Játékvezetők: Emam, Hedaia (EGY) |
| 2023. január 18. 18:00 | Rubbo 8 | (15–23)     | Ha, Jin 6 | Orlen Arena, Płock Nézőszám: 800 Játékvezetők: Emam, Hedaia (EGY) |
| 2023. január 18. 18:00 | 4× 1×   | Jegyzőkönyv | 4× 2× 1×  | Orlen Arena, Płock Nézőszám: 800 Játékvezetők: Emam, Hedaia (EGY) |

| 2023. január 20. 15:30 | Chile        | 34–24       | Uruguay            | Orlen Arena, Płock Nézőszám: 600 Játékvezetők: García, Paolantoni (ARG) |
| 2023. január 20. 15:30 | Feuchtmann 6 | (17–13)     | De Agrela, Rubbo 4 | Orlen Arena, Płock Nézőszám: 600 Játékvezetők: García, Paolantoni (ARG) |
| 2023. január 20. 15:30 | 3× 1×        | Jegyzőkönyv | 5× 1×              | Orlen Arena, Płock Nézőszám: 600 Játékvezetők: García, Paolantoni (ARG) |

| 2023. január 20. 18:00 | Szaúd-Arábia          | 23–34       | Dél-Korea | Orlen Arena, Płock Nézőszám: 1200 Játékvezetők: Santos, Fonseca (POR) |
| 2023. január 20. 18:00 | Al-Abbas, Al-Hassan 4 | (12–17)     | Jang 11   | Orlen Arena, Płock Nézőszám: 1200 Játékvezetők: Santos, Fonseca (POR) |
| 2023. január 20. 18:00 | 7× 1×                 | Jegyzőkönyv | 8×        | Orlen Arena, Płock Nézőszám: 1200 Játékvezetők: Santos, Fonseca (POR) |

| 2023. január 22. 13:00 | Dél-Korea | 26–33       | Chile        | Orlen Arena, Płock Nézőszám: 650 Játékvezetők: Merz, Kuttler (GER) |
| 2023. január 22. 13:00 | Kang 6    | (16–16)     | Feuchtmann 9 | Orlen Arena, Płock Nézőszám: 650 Játékvezetők: Merz, Kuttler (GER) |
| 2023. január 22. 13:00 | 4× 2× 1×  | Jegyzőkönyv | 6×           | Orlen Arena, Płock Nézőszám: 650 Játékvezetők: Merz, Kuttler (GER) |

| 2023. január 22. 15:30 | Szaúd-Arábia | 28–27       | Uruguay  | Orlen Arena, Płock Nézőszám: 1250 Játékvezetők: Emam, Hedaia (EGY) |
| 2023. január 22. 15:30 | Al-Salem 8   | (15–14)     | Rubbo 11 | Orlen Arena, Płock Nézőszám: 1250 Játékvezetők: Emam, Hedaia (EGY) |
| 2023. január 22. 15:30 | 3× 1×        | Jegyzőkönyv | 5× 1×    | Orlen Arena, Płock Nézőszám: 1250 Játékvezetők: Emam, Hedaia (EGY) |

### 2. csoport
| Hely. | Csapat          | M | Gy | D | V | G+  | G– | Gk  | P | Továbbjutás |
| ----- | --------------- | - | -- | - | - | --- | -- | --- | - | ----------- |
| 1.    | Tunézia         | 3 | 3  | 0 | 0 | 93  | 78 | +15 | 6 | 25. helyért |
| 2.    | Észak-Macedónia | 3 | 2  | 0 | 1 | 108 | 83 | +25 | 4 | 27. helyért |
| 3.    | Marokkó         | 3 | 1  | 0 | 2 | 78  | 97 | −19 | 2 | 29. helyért |
| 4.    | Algéria         | 3 | 0  | 0 | 3 | 77  | 98 | −21 | 0 | 31. helyért |

| 2023. január 19. 15:30 | Algéria | 25–40       | Észak-Macedónia       | Orlen Arena, Płock Nézőszám: 600 Játékvezetők: Koo, Lee (KOR) |
| 2023. január 19. 15:30 | Daoud 5 | (11–19)     | Manaszkov, Peševski 7 | Orlen Arena, Płock Nézőszám: 600 Játékvezetők: Koo, Lee (KOR) |
| 2023. január 19. 15:30 | 4× 1×   | Jegyzőkönyv | 2×                    | Orlen Arena, Płock Nézőszám: 600 Játékvezetők: Koo, Lee (KOR) |

| 2023. január 19. 18:00 | Marokkó | 25–30       | Tunézia | Orlen Arena, Płock Nézőszám: 800 Játékvezetők: Santos, Fonseca (POR) |
| 2023. január 19. 18:00 | Reida 9 | (13–13)     | Rzig 8  | Orlen Arena, Płock Nézőszám: 800 Játékvezetők: Santos, Fonseca (POR) |
| 2023. január 19. 18:00 | 6× 1×   | Jegyzőkönyv | 6×      | Orlen Arena, Płock Nézőszám: 800 Játékvezetők: Santos, Fonseca (POR) |

| 2023. január 21. 15:30 | Algéria | 27–28       | Marokkó     | Orlen Arena, Płock Nézőszám: 900 Játékvezetők: Erdoğan, Özdeniz (TUR) |
| 2023. január 21. 15:30 | Abdi 7  | (15–13)     | Harchaoui 5 | Orlen Arena, Płock Nézőszám: 900 Játékvezetők: Erdoğan, Özdeniz (TUR) |
| 2023. január 21. 15:30 | 4× 1×   | Jegyzőkönyv | 4× 3×       | Orlen Arena, Płock Nézőszám: 900 Játékvezetők: Erdoğan, Özdeniz (TUR) |

| 2023. január 21. 18:00 | Észak-Macedónia | 28–33       | Tunézia   | Orlen Arena, Płock Nézőszám: 1300 Játékvezetők: Paolantoni, García (ARG) |
| 2023. január 21. 18:00 | Kuzmanovski 8   | (14–16)     | Darmoul 7 | Orlen Arena, Płock Nézőszám: 1300 Játékvezetők: Paolantoni, García (ARG) |
| 2023. január 21. 18:00 | 7× 1×           | Jegyzőkönyv | 9× 3× 1×  | Orlen Arena, Płock Nézőszám: 1300 Játékvezetők: Paolantoni, García (ARG) |

| 2023. január 23. 15:30 | Tunézia     | 30–25       | Algéria | Orlen Arena, Płock Nézőszám: 800 Játékvezetők: Grillo, Lenci (ARG) |
| 2023. január 23. 15:30 | Boughanmi 8 | (15–12)     | Abdi 8  | Orlen Arena, Płock Nézőszám: 800 Játékvezetők: Grillo, Lenci (ARG) |
| 2023. január 23. 15:30 | 2× 1×       | Jegyzőkönyv | 2×      | Orlen Arena, Płock Nézőszám: 800 Játékvezetők: Grillo, Lenci (ARG) |

| 2023. január 23. 18:00 | Észak-Macedónia | 40–25       | Marokkó | Orlen Arena, Płock Nézőszám: 1050 Játékvezetők: Koo, Lee (KOR) |
| 2023. január 23. 18:00 | Kuzmanovski 8   | (18–12)     | Zaher 8 | Orlen Arena, Płock Nézőszám: 1050 Játékvezetők: Koo, Lee (KOR) |
| 2023. január 23. 18:00 | 3×              | Jegyzőkönyv | 1×      | Orlen Arena, Płock Nézőszám: 1050 Játékvezetők: Koo, Lee (KOR) |

### A 31. helyért
| 2023. január 25. 13:00 | Uruguay           | 33–34       | Algéria        | Orlen Arena, Płock Nézőszám: 1050 Játékvezetők: Lee, Koo (KOR) |
| 2023. január 25. 13:00 | Chaparro, Rubbo 6 | (17–16)     | Arib, Yacine 6 | Orlen Arena, Płock Nézőszám: 1050 Játékvezetők: Lee, Koo (KOR) |
| 2023. január 25. 13:00 | 2×                | Jegyzőkönyv | 4×             | Orlen Arena, Płock Nézőszám: 1050 Játékvezetők: Lee, Koo (KOR) |

### A 29. helyért
| 2023. január 25. 15:30 | Szaúd-Arábia    | 32–30       | Marokkó      | Orlen Arena, Płock Nézőszám: 1050 Játékvezetők: Merz, Kuttler (GER) |
| 2023. január 25. 15:30 | Moj. Al-Salem 7 | (18–11)     | Harchaoui 10 | Orlen Arena, Płock Nézőszám: 1050 Játékvezetők: Merz, Kuttler (GER) |
| 2023. január 25. 15:30 | 5× 1×           | Jegyzőkönyv | 2× 1×        | Orlen Arena, Płock Nézőszám: 1050 Játékvezetők: Merz, Kuttler (GER) |

### A 27. helyért
| 2023. január 25. 18:00 | Dél-Korea | 33–36       | Észak-Macedónia | Orlen Arena, Płock Nézőszám: 1400 Játékvezetők: Grillo, Lenci (ARG) |
| 2023. január 25. 18:00 | Jin 8     | (19–20)     | Kuzmanovski 8   | Orlen Arena, Płock Nézőszám: 1400 Játékvezetők: Grillo, Lenci (ARG) |
| 2023. január 25. 18:00 | 3× 1×     | Jegyzőkönyv | 5× 2×           | Orlen Arena, Płock Nézőszám: 1400 Játékvezetők: Grillo, Lenci (ARG) |

### A 25. helyért
| 2023. január 25. 20:30 | Chile            | 26–38       | Tunézia | Orlen Arena, Płock Nézőszám: 2000 Játékvezetők: Sekulić, Jovandić (SRB) |
| 2023. január 25. 20:30 | Er. Feuchtmann 8 | (10–24)     | Toumi 8 | Orlen Arena, Płock Nézőszám: 2000 Játékvezetők: Sekulić, Jovandić (SRB) |
| 2023. január 25. 20:30 | 2×               | Jegyzőkönyv | 4× 2×   | Orlen Arena, Płock Nézőszám: 2000 Játékvezetők: Sekulić, Jovandić (SRB) |

## Középdöntő
A középdöntőbe jutott csapatok a csoportkörből magukkal hozták az egymás elleni eredményeiket.

### 1. csoport
| Hely. | Csapat        | M | Gy | D | V | G+  | G–  | Gk  | P  | Továbbjutás  |
| ----- | ------------- | - | -- | - | - | --- | --- | --- | -- | ------------ |
| 1.    | Franciaország | 5 | 5  | 0 | 0 | 165 | 134 | +31 | 10 | Negyeddöntők |
| 2.    | Spanyolország | 5 | 4  | 0 | 1 | 149 | 124 | +25 | 8  | Negyeddöntők |
| 3.    | Szlovénia     | 5 | 3  | 0 | 2 | 158 | 133 | +25 | 6  |              |
| 4.    | Lengyelország | 5 | 2  | 0 | 3 | 123 | 127 | −4  | 4  |              |
| 5.    | Montenegró    | 5 | 1  | 0 | 4 | 126 | 154 | −28 | 2  |              |
| 6.    | Irán          | 5 | 0  | 0 | 5 | 125 | 174 | −49 | 0  |              |

| 2023. január 18. 15:30 | Irán                 | 21–38       | Szlovénia | Tauron Arena, Krakkó Nézőszám: 1206 Játékvezetők: Bíró, Kiss (HUN) |
| 2023. január 18. 15:30 | Oraei, Sadeghzadeh 4 | (9–20)      | Makuc 6   | Tauron Arena, Krakkó Nézőszám: 1206 Játékvezetők: Bíró, Kiss (HUN) |
| 2023. január 18. 15:30 | 3×                   | Jegyzőkönyv | 5×        | Tauron Arena, Krakkó Nézőszám: 1206 Játékvezetők: Bíró, Kiss (HUN) |

| 2023. január 18. 18:00 | Franciaország | 35–24       | Montenegró | Tauron Arena, Krakkó Nézőszám: 2411 Játékvezetők: Kurtagic, Wetterwik (SWE) |
| 2023. január 18. 18:00 | Richardson 10 | (16–13)     | Božović 6  | Tauron Arena, Krakkó Nézőszám: 2411 Játékvezetők: Kurtagic, Wetterwik (SWE) |
| 2023. január 18. 18:00 | 3× 1×         | Jegyzőkönyv | 4× 1×      | Tauron Arena, Krakkó Nézőszám: 2411 Játékvezetők: Kurtagic, Wetterwik (SWE) |

| 2023. január 18. 20:30 | Spanyolország   | 27–23       | Lengyelország | Tauron Arena, Krakkó Nézőszám: 7030 Játékvezetők: Hansen, Madsen (DEN) |
| 2023. január 18. 20:30 | három játékos 4 | (16–15)     | Sićko 7       | Tauron Arena, Krakkó Nézőszám: 7030 Játékvezetők: Hansen, Madsen (DEN) |
| 2023. január 18. 20:30 | 3× 1×           | Jegyzőkönyv | 2× 1×         | Tauron Arena, Krakkó Nézőszám: 7030 Játékvezetők: Hansen, Madsen (DEN) |

| 2023. január 20. 15:30 | Szlovénia | 26–31       | Spanyolország | Tauron Arena, Krakkó Nézőszám: 2100 Játékvezetők: Kurtagic, Wetterwik (SWE) |
| 2023. január 20. 15:30 | Dolenec 7 | (15–15)     | Odriozola 6   | Tauron Arena, Krakkó Nézőszám: 2100 Játékvezetők: Kurtagic, Wetterwik (SWE) |
| 2023. január 20. 15:30 | 4× 2×     | Jegyzőkönyv | 3×            | Tauron Arena, Krakkó Nézőszám: 2100 Játékvezetők: Kurtagic, Wetterwik (SWE) |

| 2023. január 20. 18:00 | Irán            | 29–41       | Franciaország    | Tauron Arena, Krakkó Nézőszám: 4150 Játékvezetők: Gubica, Milošević (CRO) |
| 2023. január 20. 18:00 | három játékos 4 | (14–18)     | Briet, Tournat 6 | Tauron Arena, Krakkó Nézőszám: 4150 Játékvezetők: Gubica, Milošević (CRO) |
| 2023. január 20. 18:00 | 7×              | Jegyzőkönyv | 1×               | Tauron Arena, Krakkó Nézőszám: 4150 Játékvezetők: Gubica, Milošević (CRO) |

| 2023. január 20. 20:30 | Montenegró | 20–27       | Lengyelország | Tauron Arena, Krakkó Nézőszám: 9087 Játékvezetők: Brunner, Salah (SUI) |
| 2023. január 20. 20:30 | Vujović 6  | (8–11)      | Jędraszczyk 6 | Tauron Arena, Krakkó Nézőszám: 9087 Játékvezetők: Brunner, Salah (SUI) |
| 2023. január 20. 20:30 | 3×         | Jegyzőkönyv | 3× 1×         | Tauron Arena, Krakkó Nézőszám: 9087 Játékvezetők: Brunner, Salah (SUI) |

| 2023. január 22. 15:30 | Montenegró | 23–31       | Szlovénia | Tauron Arena, Krakkó Nézőszám: 3200 Játékvezetők: Gubica, Milošević (CRO) |
| 2023. január 22. 15:30 | Vujačić 5  | (8–15)      | Vlah 6    | Tauron Arena, Krakkó Nézőszám: 3200 Játékvezetők: Gubica, Milošević (CRO) |
| 2023. január 22. 15:30 | 2×         | Jegyzőkönyv | 5×        | Tauron Arena, Krakkó Nézőszám: 3200 Játékvezetők: Gubica, Milošević (CRO) |

| 2023. január 22. 18:00 | Irán             | 22–26       | Lengyelország | Tauron Arena, Krakkó Nézőszám: 11 221 Játékvezetők: Gatelis, Mažeika (LTU) |
| 2023. január 22. 18:00 | Oraei, Sadeghi 6 | (10–16)     | Pietrasik 6   | Tauron Arena, Krakkó Nézőszám: 11 221 Játékvezetők: Gatelis, Mažeika (LTU) |
| 2023. január 22. 18:00 | 4× 1×            | Jegyzőkönyv | 2× 1×         | Tauron Arena, Krakkó Nézőszám: 11 221 Játékvezetők: Gatelis, Mažeika (LTU) |

| 2023. január 22. 21:00 | Spanyolország | 26–28       | Franciaország  | Tauron Arena, Krakkó Nézőszám: 7000 Játékvezetők: Nachevski, Nikolov (MKD) |
| 2023. január 22. 21:00 | Fernandez 7   | (13–13)     | négy játékos 4 | Tauron Arena, Krakkó Nézőszám: 7000 Játékvezetők: Nachevski, Nikolov (MKD) |
| 2023. január 22. 21:00 | 5×            | Jegyzőkönyv | 3×             | Tauron Arena, Krakkó Nézőszám: 7000 Játékvezetők: Nachevski, Nikolov (MKD) |

### 2. csoport
| Hely. | Csapat                | M | Gy | D | V | G+  | G–  | Gk  | P  | Továbbjutás  |
| ----- | --------------------- | - | -- | - | - | --- | --- | --- | -- | ------------ |
| 1.    | Svédország            | 5 | 5  | 0 | 0 | 164 | 133 | +31 | 10 | Negyeddöntők |
| 2.    | Magyarország          | 5 | 3  | 0 | 2 | 148 | 147 | +1  | 6  | Negyeddöntők |
| 3.    | Izland                | 5 | 3  | 0 | 2 | 169 | 158 | +11 | 6  |              |
| 4.    | Portugália            | 5 | 2  | 1 | 2 | 146 | 133 | +13 | 5  |              |
| 5.    | Brazília              | 5 | 1  | 1 | 3 | 138 | 151 | −13 | 3  |              |
| 6.    | Zöld-foki Köztársaság | 5 | 0  | 0 | 5 | 138 | 181 | −43 | 0  |              |

| 2023. január 18. 15:30 | Portugália | 28–28       | Brazília  | Scandinavium, Göteborg Nézőszám: 2301 Játékvezetők: Bonaventura, Bonaventura (FRA) |
| 2023. január 18. 15:30 | Areia 7    | (12–11)     | Dupoux 10 | Scandinavium, Göteborg Nézőszám: 2301 Játékvezetők: Bonaventura, Bonaventura (FRA) |
| 2023. január 18. 15:30 | 1× 1×      | Jegyzőkönyv | 3×        | Scandinavium, Göteborg Nézőszám: 2301 Játékvezetők: Bonaventura, Bonaventura (FRA) |

| 2023. január 18. 18:00 | Zöld-foki Köztársaság | 30–40       | Izland       | Scandinavium, Göteborg Nézőszám: 5723 Játékvezetők: Belkhiri, Hamidi (ALG) |
| 2023. január 18. 18:00 | Pina 11               | (13–18)     | Guðjónsson 6 | Scandinavium, Göteborg Nézőszám: 5723 Játékvezetők: Belkhiri, Hamidi (ALG) |
| 2023. január 18. 18:00 | 4×                    | Jegyzőkönyv | 3× 1×        | Scandinavium, Göteborg Nézőszám: 5723 Játékvezetők: Belkhiri, Hamidi (ALG) |

| 2023. január 18. 20:30 | Svédország | 37–28       | Magyarország | Scandinavium, Göteborg Nézőszám: 9256 Játékvezetők: Schulze, Tönnies (GER) |
| 2023. január 18. 20:30 | Wanne 9    | (18–14)     | Rosta 7      | Scandinavium, Göteborg Nézőszám: 9256 Játékvezetők: Schulze, Tönnies (GER) |
| 2023. január 18. 20:30 | 2×         | Jegyzőkönyv | 3× 1×        | Scandinavium, Göteborg Nézőszám: 9256 Játékvezetők: Schulze, Tönnies (GER) |

| 2023. január 20. 15:30 | Zöld-foki Köztársaság | 23–35       | Portugália | Scandinavium, Göteborg Nézőszám: 3110 Játékvezetők: Merz, Kuttler (GER) |
| 2023. január 20. 15:30 | Pina 6                | (12–14)     | Areia 9    | Scandinavium, Göteborg Nézőszám: 3110 Játékvezetők: Merz, Kuttler (GER) |
| 2023. január 20. 15:30 | 9× 1×                 | Jegyzőkönyv | 2×         | Scandinavium, Göteborg Nézőszám: 3110 Játékvezetők: Merz, Kuttler (GER) |

| 2023. január 20. 18:00 | Brazília   | 25–28       | Magyarország | Scandinavium, Göteborg Nézőszám: 7317 Játékvezetők: Pavićević, Ražnatović (MNE) |
| 2023. január 20. 18:00 | da Silva 6 | (14–14)     | Lékai 7      | Scandinavium, Göteborg Nézőszám: 7317 Játékvezetők: Pavićević, Ražnatović (MNE) |
| 2023. január 20. 18:00 | 3× 1×      | Jegyzőkönyv | 6× 1×        | Scandinavium, Göteborg Nézőszám: 7317 Játékvezetők: Pavićević, Ražnatović (MNE) |

| 2023. január 20. 20:30 | Izland    | 30–35       | Svédország | Scandinavium, Göteborg Nézőszám: 11 801 Játékvezetők: Nachevski, Nikolov (MKD) |
| 2023. január 20. 20:30 | Elísson 8 | (16–17)     | Pellas 8   | Scandinavium, Göteborg Nézőszám: 11 801 Játékvezetők: Nachevski, Nikolov (MKD) |
| 2023. január 20. 20:30 | 4× 1×     | Jegyzőkönyv | 4× 1×      | Scandinavium, Göteborg Nézőszám: 11 801 Játékvezetők: Nachevski, Nikolov (MKD) |

| 2023. január 22. 15:30 | Zöld-foki Köztársaság | 30–42       | Magyarország    | Scandinavium, Göteborg Nézőszám: 3899 Játékvezetők: Sekulić, Jovandić (SRB) |
| 2023. január 22. 15:30 | Landim 8              | (15–22)     | három játékos 7 | Scandinavium, Göteborg Nézőszám: 3899 Játékvezetők: Sekulić, Jovandić (SRB) |
| 2023. január 22. 15:30 | 4×                    | Jegyzőkönyv | 1×              | Scandinavium, Göteborg Nézőszám: 3899 Játékvezetők: Sekulić, Jovandić (SRB) |

| 2023. január 22. 18:00 | Brazília | 37–41       | Izland    | Scandinavium, Göteborg Nézőszám: 9871 Játékvezetők: Gasmi, Gasmi (FRA) |
| 2023. január 22. 18:00 | Dupoux 8 | (22–18)     | Elísson 9 | Scandinavium, Göteborg Nézőszám: 9871 Játékvezetők: Gasmi, Gasmi (FRA) |
| 2023. január 22. 18:00 | 3× 1×    | Jegyzőkönyv | 6× 1×     | Scandinavium, Göteborg Nézőszám: 9871 Játékvezetők: Gasmi, Gasmi (FRA) |

| 2023. január 22. 20:30 | Svédország   | 32–30       | Portugália | Scandinavium, Göteborg Nézőszám: 11 670 Játékvezetők: Bonaventura, Bonaventura (FRA) |
| 2023. január 22. 20:30 | Pettersson 8 | (13–14)     | Areia 8    | Scandinavium, Göteborg Nézőszám: 11 670 Játékvezetők: Bonaventura, Bonaventura (FRA) |
| 2023. január 22. 20:30 | 1×           | Jegyzőkönyv | 6× 2×      | Scandinavium, Göteborg Nézőszám: 11 670 Játékvezetők: Bonaventura, Bonaventura (FRA) |

### 3. csoport
| Hely. | Csapat      | M | Gy | D | V | G+  | G–  | Gk  | P  | Továbbjutás  |
| ----- | ----------- | - | -- | - | - | --- | --- | --- | -- | ------------ |
| 1.    | Norvégia    | 5 | 5  | 0 | 0 | 148 | 118 | +30 | 10 | Negyeddöntők |
| 2.    | Németország | 5 | 4  | 0 | 1 | 163 | 133 | +30 | 8  | Negyeddöntők |
| 3.    | Szerbia     | 5 | 3  | 0 | 2 | 155 | 141 | +14 | 6  |              |
| 4.    | Hollandia   | 5 | 2  | 0 | 3 | 143 | 141 | +2  | 4  |              |
| 5.    | Argentína   | 5 | 1  | 0 | 4 | 107 | 150 | −43 | 2  |              |
| 6.    | Katar       | 5 | 0  | 0 | 5 | 120 | 153 | −33 | 0  |              |

| 2023. január 19. 15:30 | Katar     | 30–32       | Hollandia          | Spodek, Katowice Nézőszám: 1900 Játékvezetők: Gatelis, Mažeika (LTU) |
| 2023. január 19. 15:30 | Madadi 11 | (19–15)     | Smits, ten Velde 8 | Spodek, Katowice Nézőszám: 1900 Játékvezetők: Gatelis, Mažeika (LTU) |
| 2023. január 19. 15:30 | 6×        | Jegyzőkönyv | 6× 1×              | Spodek, Katowice Nézőszám: 1900 Játékvezetők: Gatelis, Mažeika (LTU) |

| 2023. január 19. 18:00 | Németország     | 39–19       | Argentína  | Spodek, Katowice Nézőszám: 3150 Játékvezetők: Horáček, Novotný (CZE) |
| 2023. január 19. 18:00 | három játékos 5 | (24–11)     | Martínez 5 | Spodek, Katowice Nézőszám: 3150 Játékvezetők: Horáček, Novotný (CZE) |
| 2023. január 19. 18:00 | 3×              | Jegyzőkönyv | 4×         | Spodek, Katowice Nézőszám: 3150 Játékvezetők: Horáček, Novotný (CZE) |

| 2023. január 19. 20:30 | Norvégia            | 31–28       | Szerbia         | Spodek, Katowice Nézőszám: 3500 Játékvezetők: Brunner, Salah (SUI) |
| 2023. január 19. 20:30 | Barthold, Sagosen 5 | (14–17)     | három játékos 5 | Spodek, Katowice Nézőszám: 3500 Játékvezetők: Brunner, Salah (SUI) |
| 2023. január 19. 20:30 | 3×                  | Jegyzőkönyv | 4× 1×           | Spodek, Katowice Nézőszám: 3500 Játékvezetők: Brunner, Salah (SUI) |

| 2023. január 21. 15:30 | Szerbia       | 28–22       | Argentína  | Spodek, Katowice Nézőszám: 2550 Játékvezetők: Belkhiri, Hamidi (ALG) |
| 2023. január 21. 15:30 | Radivojević 6 | (12–10)     | Lombardi 9 | Spodek, Katowice Nézőszám: 2550 Játékvezetők: Belkhiri, Hamidi (ALG) |
| 2023. január 21. 15:30 | 5× 1×         | Jegyzőkönyv | 4× 1×      | Spodek, Katowice Nézőszám: 2550 Játékvezetők: Belkhiri, Hamidi (ALG) |

| 2023. január 21. 18:00 | Katar     | 17–30       | Norvégia                | Spodek, Katowice Nézőszám: 5100 Játékvezetők: Bíró, Kiss (HUN) |
| 2023. január 21. 18:00 | Abdalla 5 | (9–14)      | Bjørnsen, Johannessen 6 | Spodek, Katowice Nézőszám: 5100 Játékvezetők: Bíró, Kiss (HUN) |
| 2023. január 21. 18:00 | 2×        | Jegyzőkönyv | 1×                      | Spodek, Katowice Nézőszám: 5100 Játékvezetők: Bíró, Kiss (HUN) |

| 2023. január 21. 20:30 | Hollandia | 26–33       | Németország | Spodek, Katowice Nézőszám: 6250 Játékvezetők: Madsen, Hansen (DEN) |
| 2023. január 21. 20:30 | Smits 6   | (12–15)     | Knorr 9     | Spodek, Katowice Nézőszám: 6250 Játékvezetők: Madsen, Hansen (DEN) |
| 2023. január 21. 20:30 | 2× 1×     | Jegyzőkönyv | 4× 1×       | Spodek, Katowice Nézőszám: 6250 Játékvezetők: Madsen, Hansen (DEN) |

| 2023. január 23. 15:30 | Katar    | 22–26       | Argentína  | Spodek, Katowice Nézőszám: 1850 Játékvezetők: Santos, Fonseca (POR) |
| 2023. január 23. 15:30 | Madadi 8 | (9–12)      | Pizzarro 9 | Spodek, Katowice Nézőszám: 1850 Játékvezetők: Santos, Fonseca (POR) |
| 2023. január 23. 15:30 | 3× 1×    | Jegyzőkönyv | 4×         | Spodek, Katowice Nézőszám: 1850 Játékvezetők: Santos, Fonseca (POR) |

| 2023. január 23. 18:00 | Szerbia         | 32–30       | Hollandia | Spodek, Katowice Nézőszám: 3100 Játékvezetők: Horáček, Novotný (CZE) |
| 2023. január 23. 18:00 | Milosavljević 9 | (15–17)     | Baijens 7 | Spodek, Katowice Nézőszám: 3100 Játékvezetők: Horáček, Novotný (CZE) |
| 2023. január 23. 18:00 | 4× 1×           | Jegyzőkönyv | 9× 1×     | Spodek, Katowice Nézőszám: 3100 Játékvezetők: Horáček, Novotný (CZE) |

| 2023. január 23. 20:30 | Németország | 26–28       | Norvégia      | Spodek, Katowice Nézőszám: 4100 Játékvezetők: Milošević, Gubica (CRO) |
| 2023. január 23. 20:30 | Knorr 8     | (16–18)     | Johannessen 5 | Spodek, Katowice Nézőszám: 4100 Játékvezetők: Milošević, Gubica (CRO) |
| 2023. január 23. 20:30 | 1× 1×       | Jegyzőkönyv | 4× 1×         | Spodek, Katowice Nézőszám: 4100 Játékvezetők: Milošević, Gubica (CRO) |

### 4. csoport
| Hely. | Csapat           | M | Gy | D | V | G+  | G–  | Gk  | P | Továbbjutás  |
| ----- | ---------------- | - | -- | - | - | --- | --- | --- | - | ------------ |
| 1.    | Dánia            | 5 | 4  | 1 | 0 | 174 | 130 | +44 | 9 | Negyeddöntők |
| 2.    | Egyiptom         | 5 | 4  | 0 | 1 | 150 | 118 | +32 | 8 | Negyeddöntők |
| 3.    | Horvátország     | 5 | 3  | 1 | 1 | 171 | 143 | +28 | 7 |              |
| 4.    | Bahrein          | 5 | 2  | 0 | 3 | 137 | 160 | −23 | 4 |              |
| 5.    | Egyesült Államok | 5 | 1  | 0 | 4 | 113 | 162 | −49 | 2 |              |
| 6.    | Belgium          | 5 | 0  | 0 | 5 | 132 | 164 | −32 | 0 |              |

| 2023. január 19. 15:30 | Egyesült Államok | 27–32       | Bahrein      | Malmö Arena, Malmö Nézőszám: 1891 Játékvezetők: Gasmi, Gasmi (FRA) |
| 2023. január 19. 15:30 | Hoddersen 6      | (13–17)     | Al-Sayyad 11 | Malmö Arena, Malmö Nézőszám: 1891 Játékvezetők: Gasmi, Gasmi (FRA) |
| 2023. január 19. 15:30 | 3× 1× 1×         | Jegyzőkönyv | 4×           | Malmö Arena, Malmö Nézőszám: 1891 Játékvezetők: Gasmi, Gasmi (FRA) |

| 2023. január 19. 18:00 | Egyiptom  | 33–28       | Belgium   | Malmö Arena, Malmö Nézőszám: 8784 Játékvezetők: Lah, Sok (SLO) |
| 2023. január 19. 18:00 | Mahmoud 7 | (22–15)     | Dansesi 9 | Malmö Arena, Malmö Nézőszám: 8784 Játékvezetők: Lah, Sok (SLO) |
| 2023. január 19. 18:00 | 7×        | Jegyzőkönyv | 4× 1×     | Malmö Arena, Malmö Nézőszám: 8784 Játékvezetők: Lah, Sok (SLO) |

| 2023. január 19. 20:30 | Dánia     | 32–32       | Horvátország | Malmö Arena, Malmö Nézőszám: 10420 Játékvezetők: García, Marín (ESP) |
| 2023. január 19. 20:30 | Pytlick 9 | (15–16)     | Šipić 9      | Malmö Arena, Malmö Nézőszám: 10420 Játékvezetők: García, Marín (ESP) |
| 2023. január 19. 20:30 | 6×        | Jegyzőkönyv | 7× 2×        | Malmö Arena, Malmö Nézőszám: 10420 Játékvezetők: García, Marín (ESP) |

| 2023. január 21. 15:30 | Bahrein | 22–26       | Egyiptom  | Malmö Arena, Malmö Nézőszám: 7002 Játékvezetők: García, Marín (ESP) |
| 2023. január 21. 15:30 | Merza 6 | (9–13)      | el-Dera 5 | Malmö Arena, Malmö Nézőszám: 7002 Játékvezetők: García, Marín (ESP) |
| 2023. január 21. 15:30 | 2×      | Jegyzőkönyv | 1× 1×     | Malmö Arena, Malmö Nézőszám: 7002 Játékvezetők: García, Marín (ESP) |

| 2023. január 21. 18:00 | Horvátország | 34–26       | Belgium         | Malmö Arena, Malmö Nézőszám: 11008 Játékvezetők: Kleven, Jørum (NOR) |
| 2023. január 21. 18:00 | Jelinić 6    | (21–13)     | három játékos 4 | Malmö Arena, Malmö Nézőszám: 11008 Játékvezetők: Kleven, Jørum (NOR) |
| 2023. január 21. 18:00 | 5×           | Jegyzőkönyv | 3×              | Malmö Arena, Malmö Nézőszám: 11008 Játékvezetők: Kleven, Jørum (NOR) |

| 2023. január 21. 20:30 | Egyesült Államok | 24–33       | Dánia       | Malmö Arena, Malmö Nézőszám: 12 482 Játékvezetők: Grillo, Lenci (ARG) |
| 2023. január 21. 20:30 | Hoddersen 5      | (10–18)     | Jørgensen 8 | Malmö Arena, Malmö Nézőszám: 12 482 Játékvezetők: Grillo, Lenci (ARG) |
| 2023. január 21. 20:30 | 4×               | Jegyzőkönyv | 2× 2×       | Malmö Arena, Malmö Nézőszám: 12 482 Játékvezetők: Grillo, Lenci (ARG) |

| 2023. január 23. 15:30 | Egyesült Államok | 24–22       | Belgium         | Malmö Arena, Malmö Nézőszám: 4745 Játékvezetők: Schulze, Tönnies (GER) |
| 2023. január 23. 15:30 | négy játékos 4   | (14–12)     | Kotters, Ooms 4 | Malmö Arena, Malmö Nézőszám: 4745 Játékvezetők: Schulze, Tönnies (GER) |
| 2023. január 23. 15:30 | 4×               | Jegyzőkönyv | 1× 1×           | Malmö Arena, Malmö Nézőszám: 4745 Játékvezetők: Schulze, Tönnies (GER) |

| 2023. január 23. 18:00 | Horvátország          | 43–32       | Bahrein  | Malmö Arena, Malmö Nézőszám: 11 542 Játékvezetők: Kleven, Jørum (NOR) |
| 2023. január 23. 18:00 | Glavaš, Martinović 11 | (17–16)     | Qambar 7 | Malmö Arena, Malmö Nézőszám: 11 542 Játékvezetők: Kleven, Jørum (NOR) |
| 2023. január 23. 18:00 | 3× 1×                 | Jegyzőkönyv | 4×       | Malmö Arena, Malmö Nézőszám: 11 542 Játékvezetők: Kleven, Jørum (NOR) |

| 2023. január 23. 20:30 | Egyiptom   | 25–30       | Dánia             | Malmö Arena, Malmö Nézőszám: 12 353 Játékvezetők: Lah, Sok (SLO) |
| 2023. január 23. 20:30 | Abdelhak 6 | (12–17)     | Gidsel, Pytlick 8 | Malmö Arena, Malmö Nézőszám: 12 353 Játékvezetők: Lah, Sok (SLO) |
| 2023. január 23. 20:30 | 5×         | Jegyzőkönyv | 4× 1×             | Malmö Arena, Malmö Nézőszám: 12 353 Játékvezetők: Lah, Sok (SLO) |

## Egyenes kieséses szakasz
|  |              |               |              |            |    |               |               |            |               |               |               |       |       |
|  | Negyeddöntők | Negyeddöntők  | Negyeddöntők |            |    | Elődöntők     | Elődöntők     | Elődöntők  |               |               | Döntő         | Döntő | Döntő |
|  | Negyeddöntők | Negyeddöntők  | Negyeddöntők |            |    | Elődöntők     | Elődöntők     | Elődöntők  |               |               | Döntő         | Döntő | Döntő |
|  | január 25.   |               |              |            |    |               |               |            |               |               |               |       |       |
|  |              |               |              |            |    |               |               |            |               |               |               |       |       |
|  | 1/1.         | Franciaország | 35           |            |    |               |               |            |               |               |               |       |       |
|  | 1/1.         | Franciaország | 35           | január 27. |    |               |               |            |               |               |               |       |       |
|  | 3/2.         | Németország   | 28           |            |    |               |               |            |               |               |               |       |       |
|  | 3/2.         | Németország   | 28           |            |    | Franciaország | Franciaország | 31         |               |               |               |       |       |
|  | január 25.   |               |              |            |    | Franciaország | Franciaország | 31         |               |               |               |       |       |
|  |              |               | Svédország   | Svédország | 26 |               |               |            |               |               |               |       |       |
|  | 2/1.         | Svédország    | Svédország   | Svédország | 26 | 26            |               |            |               |               |               |       |       |
|  | 2/1.         | Svédország    |              |            |    | 26            | január 29.    |            |               |               |               |       |       |
|  | 4/2.         | Egyiptom      | 22           |            |    |               |               |            |               |               |               |       |       |
|  | 4/2.         | Egyiptom      | 22           |            |    | Franciaország | Franciaország | 29         |               |               |               |       |       |
|  | január 25.   |               |              |            |    | Franciaország | Franciaország | 29         |               |               |               |       |       |
|  |              |               | Dánia        | Dánia      | 34 |               |               |            |               |               |               |       |       |
|  | 3/1.         | Norvégia      | Dánia        | Dánia      | 34 | 34            |               |            |               |               |               |       |       |
|  | 3/1.         | Norvégia      | január 27.   |            |    | 34            |               |            |               |               |               |       |       |
|  | 1/2.         | Spanyolország | 35           |            |    |               |               |            |               |               |               |       |       |
|  | 1/2.         | Spanyolország | 35           |            |    | Spanyolország | Spanyolország | 23         | Bronzmérkőzés | Bronzmérkőzés | Bronzmérkőzés |       |       |
|  | január 25.   |               |              |            |    | Spanyolország | Spanyolország | 23         | Bronzmérkőzés | Bronzmérkőzés | Bronzmérkőzés |       |       |
|  |              |               | Dánia        | Dánia      | 26 |               |               | január 29. | január 29.    | január 29.    |               |       |       |
|  | 4/1.         | Dánia         | Dánia        | Dánia      | 26 | 40            |               | január 29. | január 29.    | január 29.    |               |       |       |
|  | 4/1.         | Dánia         |              |            |    |               |               | Svédország | Svédország    | 36            |               |       |       |
|  | 2/2.         | Magyarország  | 23           |            |    |               |               | Svédország | Svédország    | 36            |               |       |       |
|  | 2/2.         | Magyarország  | 23           |            |    | Spanyolország | Spanyolország | 39         |               |               |               |       |       |
|  |              |               |              |            |    | Spanyolország | Spanyolország | 39         |               |               |               |       |       |

### Negyeddöntők
| 2023. január 25. 18:00 | Dánia    | 40–23       | Magyarország  | Tele2 Arena, Stockholm Nézőszám: 11 338 Játékvezetők: Brunner, Salah (SUI) |
| 2023. január 25. 18:00 | Gidsel 9 | (21–12)     | Bodó, Lékai 6 | Tele2 Arena, Stockholm Nézőszám: 11 338 Játékvezetők: Brunner, Salah (SUI) |
| 2023. január 25. 18:00 | 3×       | Jegyzőkönyv | 4×            | Tele2 Arena, Stockholm Nézőszám: 11 338 Játékvezetők: Brunner, Salah (SUI) |

| 2023. január 25. 18:00 | Norvégia   | 34–35 (h. u.)         | Spanyolország | Ergo Arena, Gdańsk Nézőszám: 5489 Játékvezetők: Lah, Sok (SLO) |
| 2023. január 25. 18:00 | Bjørnsen 9 | (13–12, 25–25, 29–29) | Fernández 8   | Ergo Arena, Gdańsk Nézőszám: 5489 Játékvezetők: Lah, Sok (SLO) |
| 2023. január 25. 18:00 | 6×         | Jegyzőkönyv           | 3× 1×         | Ergo Arena, Gdańsk Nézőszám: 5489 Játékvezetők: Lah, Sok (SLO) |

| 2023. január 25. 20:30 | Svédország | 26–22       | Egyiptom          | Tele2 Arena, Stockholm Nézőszám: 16 215 Játékvezetők: García, Marín (ESP) |
| 2023. január 25. 20:30 | Ekberg 6   | (14–9)      | Kaddah, Mahmoud 5 | Tele2 Arena, Stockholm Nézőszám: 16 215 Játékvezetők: García, Marín (ESP) |
| 2023. január 25. 20:30 | 4×         | Jegyzőkönyv | 1×                | Tele2 Arena, Stockholm Nézőszám: 16 215 Játékvezetők: García, Marín (ESP) |

| 2023. január 25. 20:30 | Franciaország      | 35–28       | Németország | Ergo Arena, Gdańsk Nézőszám: 526 Játékvezetők: Hansen, Madsen (DEN) |
| 2023. január 25. 20:30 | Fabregas, Remili 5 | (16–16)     | Golla 6     | Ergo Arena, Gdańsk Nézőszám: 526 Játékvezetők: Hansen, Madsen (DEN) |
| 2023. január 25. 20:30 | 3×                 | Jegyzőkönyv | 1×          | Ergo Arena, Gdańsk Nézőszám: 526 Játékvezetők: Hansen, Madsen (DEN) |

### Az 5–8. helyért
| 2023. január 27. 15:30 | Németország | 35–34 (h. u.)  | Egyiptom            | Tele2 Arena, Stockholm Nézőszám: 3604 Játékvezetők: Nachevski, Nikolov (MKD) |
| 2023. január 27. 15:30 | Knorr 7     | (17–14, 30–30) | Y. El-Deraa, Zein 7 | Tele2 Arena, Stockholm Nézőszám: 3604 Játékvezetők: Nachevski, Nikolov (MKD) |
| 2023. január 27. 15:30 | 4× 1×       | Jegyzőkönyv    | 1× 1×               | Tele2 Arena, Stockholm Nézőszám: 3604 Játékvezetők: Nachevski, Nikolov (MKD) |

| 2023. január 27. 18:00 | Norvégia  | 33–25       | Magyarország | Tele2 Arena, Stockholm Nézőszám: 9081 Játékvezetők: C. Bonaventura, J. Bonaventura (FRA) |
| 2023. január 27. 18:00 | Sagosen 7 | (16–13)     | Lékai 6      | Tele2 Arena, Stockholm Nézőszám: 9081 Játékvezetők: C. Bonaventura, J. Bonaventura (FRA) |
| 2023. január 27. 18:00 | 2×        | Jegyzőkönyv | 2× 1×        | Tele2 Arena, Stockholm Nézőszám: 9081 Játékvezetők: C. Bonaventura, J. Bonaventura (FRA) |

### Elődöntők
| 2023. január 27. 18:00 | Spanyolország   | 23–26       | Dánia     | Ergo Arena, Gdańsk Nézőszám: 6567 Játékvezetők: Schulze, Tönnies (GER) |
| 2023. január 27. 18:00 | A. Dujshebaev 5 | (10–15)     | Pytlick 6 | Ergo Arena, Gdańsk Nézőszám: 6567 Játékvezetők: Schulze, Tönnies (GER) |
| 2023. január 27. 18:00 | 3× 1×           | Jegyzőkönyv | 3×        | Ergo Arena, Gdańsk Nézőszám: 6567 Játékvezetők: Schulze, Tönnies (GER) |

| 2023. január 27. 21:00 | Franciaország | 31–26       | Svédország  | Tele2 Arena, Stockholm Nézőszám: 19 128 Játékvezetők: Horáček, Novotný (CZE) |
| 2023. január 27. 21:00 | Fabregas 6    | (16–12)     | Johansson 5 | Tele2 Arena, Stockholm Nézőszám: 19 128 Játékvezetők: Horáček, Novotný (CZE) |
| 2023. január 27. 21:00 | 3×            | Jegyzőkönyv | 4× 1×       | Tele2 Arena, Stockholm Nézőszám: 19 128 Játékvezetők: Horáček, Novotný (CZE) |

### A 7. helyért
| 2023. január 29. 15:30 | Egyiptom | 36–35 (h. u.)         | Magyarország  | Tele2 Arena, Stockholm Nézőszám: 8980 Játékvezetők: Kurtagic, Wetterwik (SWE) |
| 2023. január 29. 15:30 | Zein 12  | (17–11, 28–28, 31–31) | Bodó, Lékai 7 | Tele2 Arena, Stockholm Nézőszám: 8980 Játékvezetők: Kurtagic, Wetterwik (SWE) |
| 2023. január 29. 15:30 | 3× 1×    | Jegyzőkönyv           | 6× 2×         | Tele2 Arena, Stockholm Nézőszám: 8980 Játékvezetők: Kurtagic, Wetterwik (SWE) |

### Az 5. helyért
| 2023. január 29. 13:00 | Németország     | 28–24       | Norvégia   | Tele2 Arena, Stockholm Nézőszám: 6260 Játékvezetők: García, Marín (ESP) |
| 2023. január 29. 13:00 | három játékos 5 | (16–13)     | Gullerud 6 | Tele2 Arena, Stockholm Nézőszám: 6260 Játékvezetők: García, Marín (ESP) |
| 2023. január 29. 13:00 | 4×              | Jegyzőkönyv | 2× 1×      | Tele2 Arena, Stockholm Nézőszám: 6260 Játékvezetők: García, Marín (ESP) |

### Bronzmérkőzés
| 2023. január 29. 18:00 | Svédország | 36–39       | Spanyolország | Tele2 Arena, Stockholm Nézőszám: 22 650 Játékvezetők: C. Bonaventura, J. Bonaventura (FRA) |
| 2023. január 29. 18:00 | Wanne 9    | (22–18)     | Figueras 9    | Tele2 Arena, Stockholm Nézőszám: 22 650 Játékvezetők: C. Bonaventura, J. Bonaventura (FRA) |
| 2023. január 29. 18:00 | 3× 2×      | Jegyzőkönyv | 5× 1×         | Tele2 Arena, Stockholm Nézőszám: 22 650 Játékvezetők: C. Bonaventura, J. Bonaventura (FRA) |

### Döntő
| 2023. január 29. 20:30 | Franciaország | 29–34       | Dánia    | Tele2 Arena, Stockholm Nézőszám: 23 050 Játékvezetők: Nachevski, Nikolov (MKD) |
| 2023. január 29. 20:30 | Remili 6      | (15–16)     | Lauge 10 | Tele2 Arena, Stockholm Nézőszám: 23 050 Játékvezetők: Nachevski, Nikolov (MKD) |
| 2023. január 29. 20:30 | 3×            | Jegyzőkönyv | 4× 1×    | Tele2 Arena, Stockholm Nézőszám: 23 050 Játékvezetők: Nachevski, Nikolov (MKD) |

| A 2023-as férfi kézilabda-világbajnokság győztese |
| ------------------------------------------------- |
| · Dánia · 3. cím                                  |

## Végeredmény
Az 1–4. és a 25–32. helyezések rájátszás után dőltek el, a negyeddöntők veszteseit az addig elért eredményeik, megszerzett pontjaik és gólkülönbségük alapján az 5–8. hely közt rangsorolták. A középdöntőkből tovább nem jutó csapatok ugyanilyen számítás szerint kerültek besorolásra, a csoportharmadikok a 9–12., a csoportnegyedikek a 13–16., az ötödikek a 17–20., a hatodikok pedig a 21–24. hely között. Pontegyenlőség esetén a gólkülönbség döntött.
A világbajnokság első helyezettje kijutott a 2025-ös világbajnokságra és a 2024-es nyári olimpiára is. További hat legjobb olyan csapat, amely más tornáról nem szerzett biztos olimpiai részvételt érő helyezést, olimpiai selejtezőtornán vehetett részt. A tornák kvótáinak kiosztásakor ki kellett hagyni a világbajnokság rendezőit (Horvátország, Dánia, Norvégia), illetve a nyári olimpia rendezőjét (Franciaország). Az olimpiai kvótát Dánia, a világbajnokság kvótáját Franciaország kapta.
|  | Részvételi jogot szerzett a 2024. évi nyári olimpiai játékokra                |
|  | Másik tornáról részvételi jogot szerzett a 2024. évi nyári olimpiai játékokra |
|  | Részvételi jogot szerzett a 2025-ös világbajnokságra                          |
|  | Részvételi jogot szerzett az olimpiai selejtezőtornára                        |

| Helyezés  | Csapat                |
| --------- | --------------------- |
| Aranyérem | Dánia                 |
| Ezüstérem | Franciaország         |
| Bronzérem | Spanyolország         |
| 4.        | Svédország            |
| 5.        | Németország           |
| 6.        | Norvégia              |
| 7.        | Egyiptom              |
| 8.        | Magyarország          |
| 9.        | Horvátország          |
| 10.       | Szlovénia             |
| 11.       | Szerbia               |
| 12.       | Izland                |
| 13.       | Portugália            |
| 14.       | Hollandia             |
| 15.       | Lengyelország         |
| 16.       | Bahrein               |
| 17.       | Brazília              |
| 18.       | Montenegró            |
| 19.       | Argentína             |
| 20.       | Egyesült Államok      |
| 21.       | Belgium               |
| 22.       | Katar                 |
| 23.       | Zöld-foki Köztársaság |
| 24.       | Irán                  |
| 25.       | Tunézia               |
| 26.       | Chile                 |
| 27.       | Észak-Macedónia       |
| 28.       | Dél-Korea             |
| 29.       | Szaúd-Arábia          |
| 30.       | Marokkó               |
| 31.       | Algéria               |
| 32.       | Uruguay               |

## Statisztika

### Góllövőlista
| Helyezés | Név                | Gól | Lövés | %  |
| -------- | ------------------ | --- | ----- | -- |
| 1.       | Mathias Gidsel     | 60  | 80    | 75 |
| 2.       | Erwin Feuchtmann   | 54  | 77    | 70 |
| 3.       | Juri Knorr         | 53  | 85    | 62 |
| 4.       | Simon Pytlick      | 51  | 70    | 73 |
| 5.       | Bjarki Már Elísson | 45  | 59    | 76 |
| 6.       | Bodó Richárd       | 44  | 74    | 59 |
| 6.       | Kay Smits          | 44  | 66    | 67 |
| 6.       | Alex Dujsebajev    | 44  | 65    | 68 |
| 9.       | Mikkel Hansen      | 41  | 60    | 68 |
| 9.       | Ali Zein           | 41  | 64    | 64 |

Forrás: IHF